# Seznam indijskih pisateljev
Seznam indijskih pisateljev.

## A
Aravind Adiga - Aga Hasan Amanat -  Mulk Radž Anand - Hari Narajan Apte - Narajan Hari Apte -

## B
Bhatrihari -

## D
Daṇḍin - Džibanananda Das - Anita Desai -

## E
Mohammed Eeza -

## H
Krishna Hutheesing -

## M
Ved Mehta - Banu Muštak

## N
Sarodžini Naidu -
Rasipuram Krišnasvami Narajan -

## P
Ravindra Prabhat - Džaišankar Prasad - Premčand - Amrita Pritam -

## R
Radža Rao (Raja Rao 1908-2006) - Arundhati Roy -
Salman Rushdie -

## S
Nayantara Sahgal - Vikram Seth - Geetanjali Shree - Kušvant Singh - Somadeva -

## Š
Šudraka -

## T
Surjakant Tripathi 'Nirala' -